# Botallackita
La botallackita es un mineral de la clase de los minerales haluros. Descrito por primera vez en 1865 fue nombrado por el sitio donde se descubrió, la "mina Botallack", en Cornualles.

## Características químicas
Pertenece al grupo de la atacamita, siendo polimorfo con ésta así como con la clinoatacamita y la paratacamita.

## Formación y yacimientos
Se puede encontrar en depósitos de minerales del cobre, en aquellas zonas que tienen una alta concentración de iones cloruro o que fueron expuestas a la intemperie en las proximidades del agua marina.
Se ha visto también que aparece como producto de la reacción de escorias sumergidas en agua marina.
También se encuentra como producto formado a la intemperie a partir de sulfuros depositados en fumarolas negras en el fondo marino.
Minerales con los que aparece asociado: atacamita, paratacamita, yeso, brocancita o cornelita.

## Usos
Es un mineral secundario del cobre, por lo que se extrae en las minas como mena de este valioso metal.